# Ільпанур
Ільпану́р (рос. Ильпанур, марій. Элпанур) — присілок у складі Параньгинського району Марій Ел, Росія. Адміністративний центр Ільпанурського сільського поселення.

## Населення
Населення — 656 осіб (2010; 696 у 2002).
Національний склад (станом на 2002 рік):
- марі — 99 %